# Lieder für Männerchor opus 33
(Fünf) Lieder für Männerchor opus 33 is een compositie van Niels Gade. Het is na Lieder für Männerchor opus 26 het tweede werk met deze titel van deze componist. Opnieuw betreft het vijf liederen voor vierstemmig mannenkoor a capella. De stemverdeling is 2x tenor, 2x bariton.
De teksten werden bij verschillende schrijvers geleend:
1. Warnung vor dem Rhein van Karl Joseph Simrock in allegro moderato
2. Thur,wächterlied van Friedrich de la Motte Fouque in andante con moto
3. Im Wald van Johann Nepomuk Vogl in allegro vivace
4. Die Rose van Adalbert Friedner in andantino
5. Lied (Noch is die blühende goldene Zeit) van Otto Roquette